# 기 드보르
기 드보르(Guy Debord, 1931년 12월 28일~1994년 11월 30일)는 프랑스의 마르크스주의 이론자, 저술가, 영화 제작자이다. 상황주의 인터내셔널(SI)의 창립 멤버로, 한때 Socialisme ou Barbarie의 멤버이기도 했다.